# Leander Jordan
Leander Jordan (* 15. September 1977 in Pittsburgh, Pennsylvania) ist ein ehemaliger US-amerikanischer American-Football-Spieler auf der Position des Offensive Tackles. Er spielte in seiner Karriere bei den Carolina Panthers, Jacksonville Jaguars und den San Diego Chargers in der National Football League.

## Frühe Jahre
Jordan besuchte er die Indiana University of Pennsylvania.

## NFL

### Carolina Panthers
Jordan wurde im NFL-Draft 2000 in der dritten Runde an 82. Stelle von den Carolina Panthers ausgewählt. In seinem ersten NFL-Jahr, nahm er an keinem Spiel teil. Erst im darauffolgenden Jahr machte er seine erste NFL-Erfahrung.

### Jacksonville Jaguars
Ab der Saison 2002 spielte Jordan für die Jacksonville Jaguars. In seinem ersten Jahr bei den Jaguars wurde er erneut nicht eingesetzt, in seinem zweiten Jahr absolvierte er sechs Spiele.

### San Diego Chargers
Zur Saison 2004 wechselte er zu den San Diego Chargers. Hier blieb er drei Jahre.

### Atlanta Falcons
Am 8. Mai 2007 wechselte Jordan zu den Atlanta Falcons. Er wurde jedoch noch vor der Saison entlassen.

### Zweiter Aufenthalt bei den Jacksonville Jaguars
Jordan wechselte erneut zu den Jacksonville Jaguars, er wurde in der Saison 2008, jedoch nicht eingesetzt. Er beendete daraufhin seine Profikarriere.